# 長野県道243号深沢阿南線
長野県道243号深沢阿南線（ながのけんどう243ごう ふかざわあなんせん）は、長野県下伊那郡阿智村大字浪合字深沢の国道153号交点と下伊那郡阿南町の国道151号交点を結ぶ一般県道。全線、和知野川の深い峡谷に沿って走る。

## 概要

### 路線データ

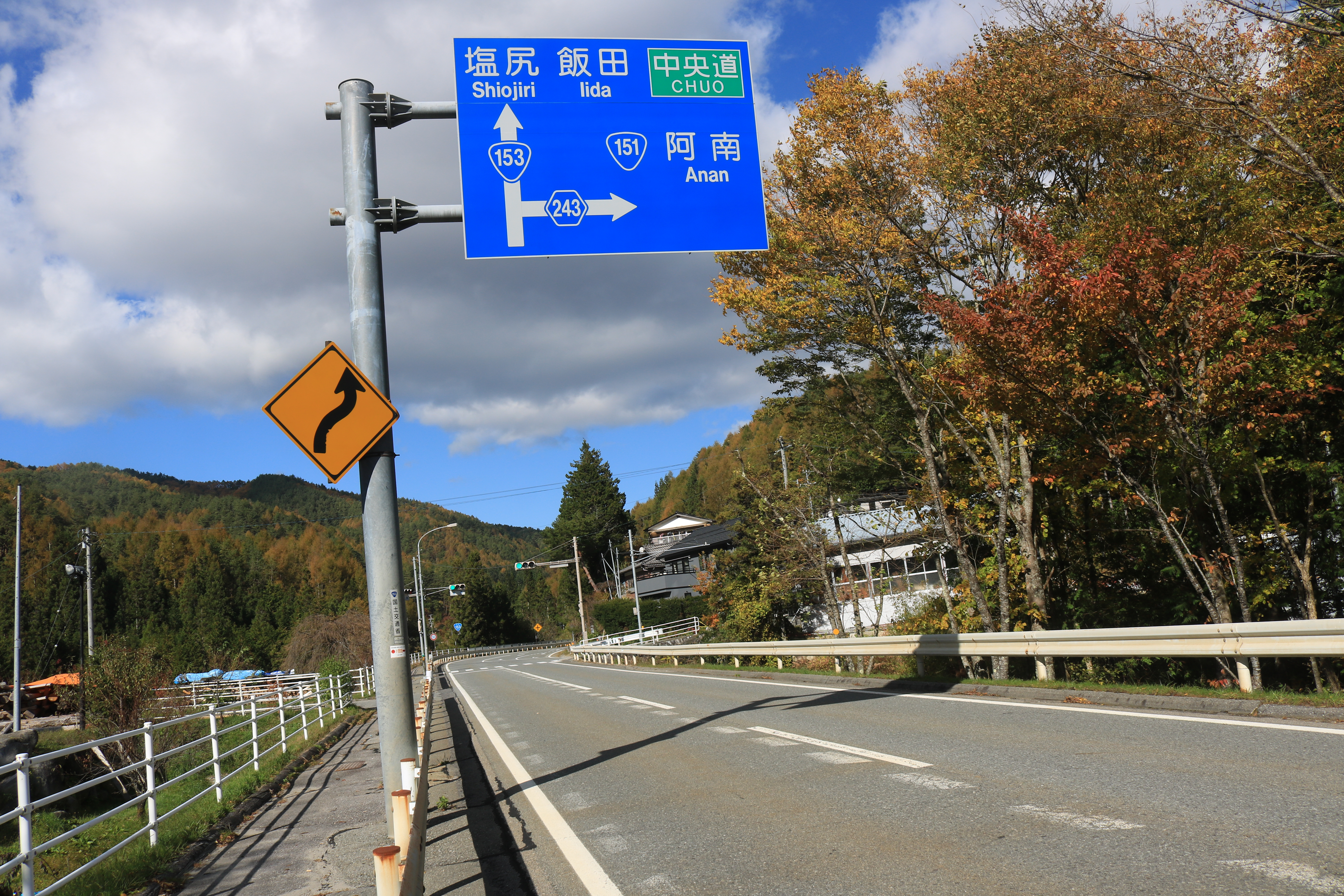
起点となる国道153号との交点、下伊那郡阿智村大字浪合にて

- 起点：下伊那郡阿智村大字浪合字深沢（国道153号交点）
- 終点：下伊那郡阿南町大字和合（国道151号交点）

## 交差する道路
- 国道153号
- 長野県道46号阿南根羽線
- 国道151号